# Monete Risorse naturali del Perù
La Banca Centrale di Riserva del Perù (Banco Central de Reserva del Perú) al fine di evidenziare la ricchezza naturale del paese e promuovere la cultura numismatica, ha pubblicato nel luglio 2013 una raccolta denominata Risorse naturali del Perù, che consisteva in tre monete con la denominazione di 1 nuevo sol che rappresentano entrambe le risorse che il Perù esporta:
- L'alice
- Il cacao
- La quinoa

Questa serie di monete, è fatta di alpacca, che presenta i bordi scanalati. Come le monete della serie "Ricchezza e orgoglio del Perù" hanno corso legale in tutto il paese.

## Monete della serie
| Dritto | Rovescio | Emissione            | Motivo      |
| ------ | -------- | -------------------- | ----------- |
|        |          | 24 di luglio di 2013 | L'anchoveta |
|        |          | 24 di luglio di 2013 | Il cacao    |
|        |          | 24 di luglio di 2013 | La quinoa   |